# Envelhecimento populacional

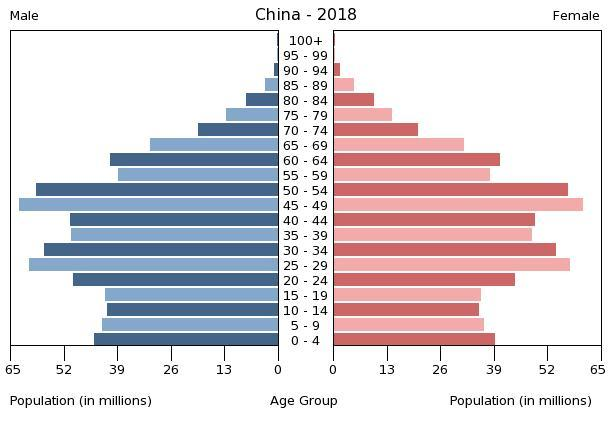
Pirâmide populacional da China (2018)

Envelhecimento populacional é uma idade média crescente em uma população devido ao declínio das taxas de fertilidade e ao aumento da esperança de vida. A maioria dos países regista um aumento da expectativa de vida e uma população envelhecida, tendências que surgiram primeiro nos países desenvolvidos, mas que agora são observadas em praticamente todos os países em desenvolvimento. Este é o caso de todos os países do mundo, excepto os 18 países designados como "discrepâncias demográficas" pela Organização das Nações Unidas (ONU). A população idosa está atualmente no nível mais alto da história da humanidade. A ONU prevê a taxa de envelhecimento da população no século XXI excederá a do século anterior. O número de pessoas com 60 anos de idade ou mais triplicou desde 1950, atingiu 600 milhões em 2000 e ultrapassou 700 milhões em 2006. Prevê-se que a população geriátrica combinada atingirá 2,1 bilhões de pessoas em 2050. Há variações significativas em termos de grau e ritmo do envelhecimento entre os países e a ONU espera que as populações que começaram a envelhecer mais tarde tenham menos tempo para se adaptarem às implicações disto.

## Visão geral

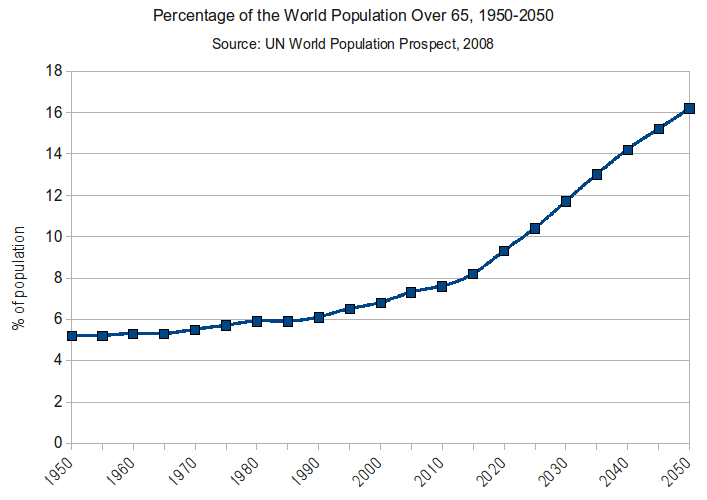
Porcentagem da população mundial com mais de 65 anos de idade

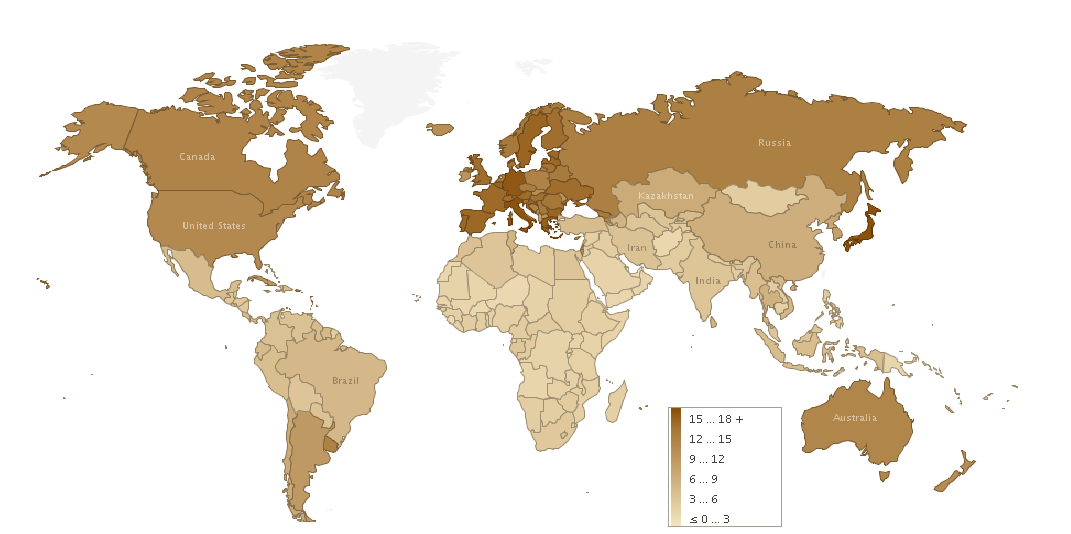
Este mapa ilustra as tendências globais do envelhecimento, representando a percentagem da população de cada país com mais de 65 anos de idade. Os países mais desenvolvidos também têm populações mais idosas, uma vez que os seus cidadãos vivem mais tempo. Os países menos desenvolvidos têm populações muito mais jovens. [http://manyeyes.alphaworks.ibm.com/manyeyes/visualizations/percent-of-population-over-65-by-c Uma versão interativa do mapa está disponível aqui.

O envelhecimento populacional é uma mudança na distribuição da população de um país em direção a idades mais avançadas e geralmente se reflete num aumento da idade média da população, num declínio na proporção da população composta por crianças e num aumento na proporção da população composta por idosos. O envelhecimento populacional é um fenômeno generalizado em todo o mundo e é mais avançado nos países mais desenvolvidos, mas está a crescer mais rapidamente nas regiões menos desenvolvidas. No entanto, o Instituto Oxford de Envelhecimento Populacional concluiu que o envelhecimento populacional abrandou consideravelmente no Europa e terá o maior impacto futuro na Ásia, especialmente porque a Ásia está na fase cinco (taxa de natalidade muito baixa e taxa de mortalidade muito baixa) do modelo de transição demográfica.
Entre os países atualmente classificados pelas Nações Unidas como mais desenvolvidos (com uma população total de 1,2 bilhões em 2005), a idade média geral aumentou de 28 anos em 1950 para 40 anos em 2010 e prevê-se que aumente para 44 anos em 2050. Os números correspondentes para o mundo como um todo são 24 em 1950, 29 em 2010 e 36 em 2050. Para as regiões menos desenvolvidas, a idade média passará de 26 anos em 2010 para 35 anos em 2050. O envelhecimento da população resulta de dois efeitos demográficos possivelmente relacionados: aumento da longevidade e declínio da fertilidade. Um aumento na longevidade aumenta a idade média da população, aumentando o número de idosos sobreviventes. Um declínio na fertilidade reduz o número de bebês e, à medida que o efeito continua, o número de pessoas mais jovens em geral também diminui. Das duas forças, o declínio da fertilidade contribui agora para o envelhecimento da maior parte da população no mundo.
A taxa de envelhecimento da população deverá aumentar nas próximas três décadas; no entanto, poucos países sabem se a sua população idosa está a viver os anos adicionais de vida com boa ou má saúde. Uma “compressão da morbilidade” implicaria em uma redução da incapacidade na velhice, mas uma expansão poderia causar um aumento dos problemas de saúde com o aumento da longevidade. Outra opção foi apresentada para uma situação de “equilíbrio dinâmico”. Esta é uma informação crucial para os governos se os limites da expectativa de vida continuarem a aumentar indefinidamente, como acreditam alguns pesquisadores. O conjunto de estudos de saúde doméstica da Organização Mundial de Saúde está a trabalhar para fornecer as evidências necessárias sobre saúde e bem-estar, tais como a Pesquisa Mundial de Saúde e o Relatório Mundial de Envelhecimento e Saúde.
O Canadá tem a maior taxa de imigração per capita do mundo, em parte para combater o envelhecimento da população. O Instituto C. D. Howe, um think tank conservador, sugeriu que a imigração não pode ser usada como um meio viável para combater o envelhecimento da população. Esta conclusão também é vista no trabalho de outros estudiosos. Os demógrafos Peter McDonald e Rebecca Kippen comentaram: "À medida que a fertilidade desce ainda mais abaixo do nível de reposição, serão necessários níveis cada vez mais elevados de migração líquida anual para manter uma meta de crescimento populacional ainda zero."
A população idosa do mundo está a crescer dramaticamente. A Ásia e a África são as duas regiões com um número significativo de países que enfrentam o envelhecimento populacional. Dentro de 20 anos, muitos países nestas regiões enfrentarão uma situação em que a maior coorte populacional será aquela com mais de 65 anos e a idade média próxima dos 50 anos. Em 2100, de acordo com uma investigação liderada pela Universidade de Washington, 2,4 bilhões de pessoas terão mais de 65 anos de idade, em comparação com 1,7 bilhões com menos de 20 anos. Das cerca de 150 mil pessoas que morrem todos os dias em todo o mundo, cerca de dois terços, 100 mil por dia, morrem de causas relacionadas com o envelhecimento. Nos países industrializados, essa proporção é muito maior e chega a 90%.

## Bem-estar e políticas sociais
Os efeitos econômicos do envelhecimento populacional são consideráveis. Aumenta, por exemplo, algumas categorias de despesas, incluindo algumas financiadas pelas finanças públicas. A maior área de despesa em muitos países é agora a da assistência médica, cujo custo deverá aumentar dramaticamente à medida que a população envelhece. Isto colocaria os governos perante escolhas difíceis entre impostos mais elevados, incluindo uma possível reavaliação dos impostos sobre o consumo e um papel reduzido do governo na prestação de serviços de saúde. No entanto, estudos recentes em alguns países demonstram que o dramático aumento dos custos de assistência médica é mais atribuível ao aumento dos custos dos medicamentos e dos médicos e à maior utilização de testes de diagnóstico por todas as faixas etárias, e não ao envelhecimento da população, como muitas vezes se afirma.

Prevalência de demência nos países da OCDE (por 1000 habitantes)

O envelhecimento populacional também afeta a força de trabalho. Os trabalhadores mais velhos dedicariam mais tempo ao trabalho e o capital humano de uma força de trabalho envelhecida é baixo, o que reduz a produtividade.
A expectativa de um envelhecimento contínuo da população levanta questões sobre a capacidade dos Estados de bem-estar social para satisfazer as necessidades da população. No início dos anos 2000, a Organização Mundial de Saúde estabeleceu diretrizes para encorajar o "envelhecimento ativo" e para ajudar os governos locais a enfrentar os desafios do envelhecimento da população (Cidades Globais Amigas dos Idosos) no que diz respeito à urbanização, habitação, transporte, participação social, saúde serviços, etc. Os governos locais estão bem posicionados para satisfazer as necessidades de suas populações, que são menores, mas como os seus recursos variam (por exemplo, impostos sobre a propriedade, a existência de organizações comunitárias), a maior responsabilidade dos governos locais é susceptível de aumentar as desigualdades. No Canadá, os idosos mais afortunados e saudáveis tendem a viver em cidades mais prósperas que oferecem uma ampla gama de serviços, mas os menos afortunados não têm acesso ao mesmo nível de recursos. As residências privadas para idosos também oferecem muitos serviços relacionados com a saúde e a participação social (por exemplo, farmácia, atividades de grupo e eventos) no local, mas não são acessíveis aos menos favorecidos. Além disso, a gerontologia ambiental indica a importância do meio ambiente no envelhecimento ativo. Na verdade, a promoção de bons ambientes (naturais, construídos, sociais) no envelhecimento pode melhorar a saúde e a qualidade de vida e reduzir os problemas de deficiência e dependência e, em geral, os gastos sociais e com saúde.
O envelhecimento da população global parece ter feito com que muitos países aumentem a idade mínima de aposentadoria na velhice de 60 para 65 anos de idade para diminuir o impacto do custo disto no PIB nacional. A discriminação etária pode ser definida como “a negação sistemática e institucionalizada dos direitos dos idosos com base na sua idade por indivíduos, grupos, organizações e instituições”. Alguns dos abusos podem ser resultado de ignorância, negligência, preconceito e estereótipos. As formas de discriminação são as acessibilidades econômica, social, temporal e administrativa.